# Neundorf (bei Schleiz)
Neundorf (bei Schleiz) ist eine Gemeinde im thüringischen Saale-Orla-Kreis. Zum Ort gehört der Ortsteil Pahnstangen.

## Geografie
Neundorf und Pahnstangen sind über die Nahverkehrsstraßen L 2360 und L1103 zu erreichen. Die Gemarkungen der Orte liegen auf einem flachen und welligen Plateau des Südostthüringer Schiefergebirges. Östlich ist das Gelände von der Bundesautobahn 9 von München nach Berlin begrenzt. Westlich sind zwei Höhen mit Wald vorgelagert.

### Geologie
Dieses Plateau besitzt auch Böden mit hohem Feinerdeanteil und Humusgehalt. Dies sind Voraussetzungen für stabile Erträge.

### Nachbardörfer
Das sind: Crispendorf, Volkmannsdorf, Plothen, Pörmitz und Görkwitz.

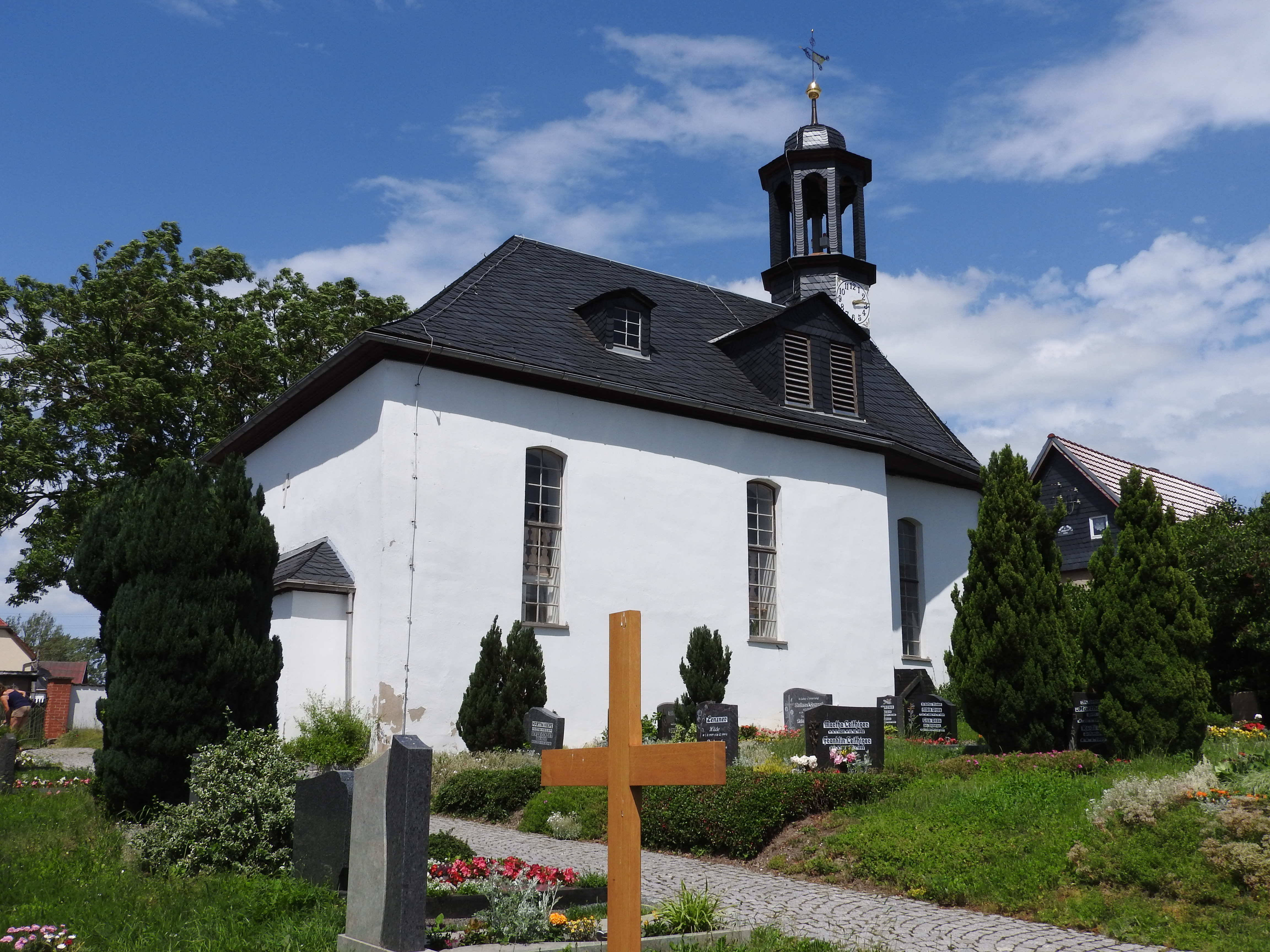
Kirche im Ort

## Geschichte
Um 1071 fand sich die erste urkundliche Registrierung des Ortes als Visbach. Neundorf (Ersterwähnung 1310) entstand an der Stelle des früheren Ortes Visbach, dessen rund um den unteren Dorfteich angelegten Hütten nach Richard Mendner womöglich einem Feuer zum Opfer gefallen seien. Die heute hauptsächlich barock geprägte Saalkirche geht auf eine gotische Kirche aus dem 17. Jahrhundert zurück. Der Nachbarort Pahnstangen wurde 1974 eingemeindet. Im Jahr 2010 fand die 700-Jahr-Feier des Ortes statt.

### Einwohnerentwicklung
Entwicklung der Einwohnerzahl (jeweils 31. Dezember):
| - 1994: 347 - 1995: 334 - 1996: 336 - 1997: 333 - 1998: 328 - 1999: 327 | - 2000: 328 - 2001: 327 - 2002: 327 - 2003: 325 - 2004: 321 - 2005: 310 | - 2006: 307 - 2007: 309 - 2008: 306 - 2009: 299 - 2010: 294 - 2011: 282 | - 2012: 278 - 2013: 290 - 2014: 283 - 2015: 291 - 2016: 284 - 2017: 279 | - 2018: 271 - 2019: 260 - 2020: 260 - 2021: 259 - 2022: 262 |

Datenquellen: Thüringer Landesamt für Statistik / Amtsblatt der VG Seenplatte